# Arsenobetain
Arsenobetain ist eine der ungefähr 200 organischen Arsenverbindungen, die in Nahrungsmitteln marinen Ursprungs sowie in Pilzen vorkommen. Nach Verzehr von Fischen kann es zu einer Steigerung der Arsengesamtkonzentration im Körper um etliche Zehnerpotenzen führen. Neben Arsenobetain sind Arsenocholin (AC), Trimethylarsinoxid (TMAO) und Tetramethylarsonium (TETRA) die am häufigsten vorkommenden Arsenverbindungen in Meereslebewesen.

## Name
Arsenobetain leitet sich formal von Betain ab, bei dem As+ durch N+ ersetzt ist.

## Eigenschaften

### Toxikologie
Die Aussage, dass Arsenobetain vom menschlichen Organismus ohne bleibende Nachwirkungen wieder ausgeschieden wird, beruht auf Untersuchungen, die eine rasche Ausscheidung von Arsenobetain über den Urin nach Fischverzehr zeigten. Allerdings zeigte sich in einer kinetischen Untersuchung an 14 Frauen nach Fischverzehr eine verzögerte Eliminierung aus dem Blut. So wurde in einem Zeitraum von 2 bis 10 Stunden nach dem Verzehr zwar eine rasche Absinken der Arsenkonzentration im Blut beobachtet (geschätzte Halbwertszeit 7,1 Stunden), allerdings nahm diese danach sehr stark ab und die geschätzte Halbwertszeit betrug 63 Stunden. Die Daten konnten auch anhand der Ausscheidung im Urin bestätigt werden. Da unklar ist, in welche Stoffwechselprozesse Arsenobetain involviert ist, ergeben sich Zweifel daran, welches Gefahrenpotential real durch die lange Verweilzeit besteht.
Ein mutagenes Potential wurde in einem ML/TK-Test nicht beobachtet.

## Nachweis
Die Bestimmung von Arsenobetain erfolgt durch eine Kombination von flüssigkeitschromatographischen und massenspektrometrischen (ICP-MS, ESI-MS) Methoden.